# Chronologie des attentats en France en 2010
Pour un article plus général, voir Chronologie des actes terroristes en France.
Chronologie des attentats ou projets d'attentat en 2010

## Janvier
| Date       | Responsables | Lieu et description |
| ---------- | ------------ | --- |
| 13 janvier |              | tentative d'attentat contre une résidence secondaire à Bonifacio.                                                                         |
| 17 janvier | FLNC         | Attentat à la bombe contre deux villas neuves à Coggia. L'inscription "Sdat G. Leclair FLNC piu che mai" est retrouvée tracée sur un mur. |
| 25 janvier |              | Attentat contre une résidence secondaire appartenant à un Français à Porto-Vecchio.                                                       |
| 30 janvier |              | Attentat contre une cimenterie à Biguglia, les dégâts sont légers, la piste d'un différend commercial est privilégiée.                    |

## Février
| Date       | Responsables | Lieu et description |
| ---------- | ------------ | --- |
| 3 février  |              | Une villa en construction est détruite par une charge explosive couplée à une bouteille de gaz à Porto-Vecchio. |
| 6 février  |              | Un engin de chantier appartenant à une entreprise de travaux publics est détruit par une bombe à Calcatoggio. |
| 7 février  |              | Tentative d'attentat contre une villa à Bassussarry. Une inscription sur la spéculation immobilière est retrouvée sur les lieux.                                                                                                  |
| 26 février |              | Une bombe placée sous une voiture explose à Ghisonaccia. L'incendie produit détruit alors une autre voiture située à proximité. Dans un même temps une résidence secondaire à Sagone est la cible d'un autre attentat à la bombe. |

## Mars
| Date     | Responsables          | Lieu et description |
| -------- | --------------------- | --- |
| 1er mars |                       | Un triple attentat vise un camping à Bonifacio, les dégâts sont très importants, il pourrait s'agir d'une opération commando.                     |
| 16 mars  | Euskadi ta Askatasuna | Un policier français est tué lors d'un échange de tirs avec une dizaine de membres de l'ETA à Dammarie-lès-Lys.                                   |
| 21 mars  |                       | Une villa a été détruite par un attentat à l'explosif à Propriano.                                                                                |
| 25 mars  |                       | Trois villas en construction ont été détruites dans un lotissement de Giuncheto. Aucune signature ou revendication n'a été relevée sur les lieux. |
| 27 mars  |                       | Une voiture a été complètement détruite par un attentat à l'explosif à Ajaccio, plusieurs vitres d'un immeuble ont été soufflées par l'explosion. |

## Avril
| Date     | Responsables | Lieu et description |
| -------- | ------------ | --- |
| 3 avril  |              | Un attentat contre un garage Citroën à Ghisonaccia fait de légers dégâts. |
| 9 avril  |              | Un attentat à la bombe suivi d'un incendie détruit trois bateaux et en endommage gravement deux autres dans le port de Bastia.                                                                        |
| 10 avril |              | L'explosion d'une bombe contre une villa dans le village de Pietracorbara au Cap Corse provoque d'importants dégâts.                                                                                  |
| 10 avril |              | Un engin incendiaire lancé contre le commissariat d'Anglet provoque de légers dégâts. Les policiers parlent d'un attentat et accusent les nationalistes basques d'être à l'origine de cette attaque.  |
| 15 avril |              | Un attentat détruit la voiture d'un promoteur immobilier à Capo di feno. C'est le deuxième attentat du genre en une dizaine de jours.                                                                 |
| 19 avril | FLNC         | Une personne a été blessée dans un triple attentat contre sa résidence secondaire au sud d'Ajaccio, la phrase "Liberta per i patriotti. Soluzione pulitica. FLNC" est retrouvée tracée sur les lieux. |
| 23 avril |              | Un restaurant est détruit par un attentat suivi d'un incendie dans le centre-ville de Corte. |

## Mai
| Date   | Responsables | Lieu et description |
| ------ | ------------ | --- |
| 5 mai  |              | Attentat contre un établissement de nuit à Lucciana. Les enquêteurs ne privilégient aucune piste. |
| 8 mai  |              | Une voiture est endommagée par un attentat à l'explosif à Castirla. Les dégâts sont légers. |
| 9 mai  |              | Deux résidences secondaires sont la cible d'un attentat et d'une tentative à Folelli. Les dégâts sont légers. |
| 15 mai |              | Un immeuble en construction est gravement endommagé par un attentat à la bombe à Corte. |
| 17 mai |              | Le véhicule d'un particulier a été la cible d'un attentat à la bombe dans la commune de Ghisonaccia. Les dégâts sont moyens. |
| 22 mai |              | Petite nuit bleue en Corse du sud. Un bungalow, une maison en construction et un véhicule dans une résidence touristique sont la cible d'attentats à Cargèse. À Coggia une résidence secondaire a été la cible d'un autre attentat. Les dégâts sont pour toutes ces attaques très importants, mais aucun blessé n'est à déplorer. |

## Juin
| Date    | Responsables | Lieu et description |
| ------- | ------------ | --- |
| 8 juin  |              | Tentative d'attentat contre une résidence secondaire appartenant à des suisses au village de Monaccia d’Aullène. La charge de forte puissance, couplée à une bouteille de gaz n'a pas explosé à cause d'un problème de mise à feu.                                                                    |
| 16 juin | FLNC         | Série d'attentats et prise d'otage en Corse. Plusieurs gîtes, résidences secondaires, 3 camions de la société Kyrnolia, un bateau et un restaurant sont détruits ou subissent de très importants dommages dans de puissants attentats à la bombe. Une famille se voit aussi prendre en otage à Ocana. |

## Juillet
| Date        | Responsables | Lieu et description |
| ----------- | ------------ | --- |
| 1er juillet |              | Près de Bastia, une boulangerie qui avait déjà été touchée par un attentat en décembre est de nouveau détruite.                                                                                    |
| 5 juillet   |              | Attentats contre un bâtiment abritant des services de l’État mais aussi de la communauté d’agglomération du pays ajaccien et de l’entreprise Kyrnolia et contre un magasin de bricolage à Ajaccio. |
| 7 juillet   | FLNC         | Attentat à la bombe contre une résidence secondaire près de la commune de Zonza. Les dégâts sont importants.                                                                                       |
| 14 juillet  |              | Attentat contre une agence immobilière à Hendaye. |
| 22 juillet  | CRAV         | Les vitres de la Mutualité sociale agricole Grand Sud ont été, dans la ville de Narbonne, détruites par un commando se réclamant du CAV                                                            |

## Août
| Date    | Responsables | Lieu et description |
| ------- | ------------ | --- |
| 22 août |              | Tentative d'attentat contre une maison en construction dans le village de Viggianello près de Propriano. |
| 24 août |              | Une maison située sur une exploitation viticole à Barbaggio est la cible d'un attentat à l'explosif, les dégâts sont légers. |
| 25 août | FLNC         | A Porticcio Jean-Bernard Lafonta, ex-président de Wendel et sa famille sont séquestrés pendant qu'un commando fait exploser la villa lui appartenant. Cet acte est revendiqué par le FLNC. C'est la deuxième action du genre en 3 mois. |
| 30 août |              | Une agence EDF à Ajaccio est la cible d'une tentative d'attentat à la bombe. La charge n'explose pas et est désamorcée. |

## Septembre
| Date         | Responsables | Lieu et description |
| ------------ | ------------ | --- |
| 13 septembre | FLNC         | Un bâtiment d’EDF à Cargèse est entièrement détruit par une charge explosive. Un tag "FLNC" est retrouvé sur les lieux. |
| 22 septembre |              | Le bâtiment de la direction départementale d'EDF en Haute-Corse à Bastia est endommagé par une charge explosive.        |

## Octobre
| Date       | Responsables | Lieu et description |
| ---------- | ------------ | --- |
| 12 octobre |              | La façade d'une pharmacie est détruite par un engin explosif à Lumio.                                                    |
| 25 octobre |              | Une résidence secondaire a été la cible d'une bombe artisanale ayant provoqué des dégâts mineurs à Sant'Andréa-d'Orcino. |

## Novembre
| Date        | Responsables | Lieu et description |
| ----------- | ------------ | --- |
| 2 novembre  |              | Attentat contre un centre de recrutement de l'Armée de Terre à Bastia. Non revendiqué, il n'a provoqué que des dégâts mineurs. |
| 16 novembre |              | Attentat contre un hôtel à Ajaccio. Non revendiqué, il n'a provoqué que des dégâts mineurs.                                    |
| 17 novembre |              | Deux explosions distinctes ont détruit la façade de la trésorerie de Ville-di-Pietrabugno et une voiture de la firme Veolia.   |
| 29 novembre |              | Le véhicule d'un policier municipale et réserviste à la gendarmerie nationale est endommagé par une charge explosive.          |
| 30 novembre |              | Une résidence secondaire a été endommagée par l'explosion d'une charge explosive.                                              |

## Décembre
| Date        | Responsables | Lieu et description |
| ----------- | ------------ | --- |
| 3 décembre  |              | Les locaux de la Fédération des conseils de parents d'élèves de la Haute-Corse est visé par un engin incendiaire. Cet incendie survient après la mise en ligne sur internet d'un texte rédigé par les FCPE de Corse du Sud et de Haute-Corse sur l'enseignement de la langue corse. |
| 11 décembre |              | Une résidence inhabitée a été endommagée par l'explosion d'une charge explosive. |
| 16 décembre | FLNC         | Une résidence appartenant à un suisse est partiellement détruite à l'explosif. Les tags «speculatori fora» [«les spéculateurs dehors»] ainsi que le sigle du FLNC ont été retrouvés sur place.                                                                                      |
| 19 décembre | FLNC         | Deux résidences secondaires situées à Olmeto-plage, ont été endommagées par un double attentat. |
| 21 décembre |              | Une grue participant à la reconstruction du stade de Furiani est partiellement endommagée. |
| 22 décembre |              | Entre 10 et 15 hommes cagoulés et armés ont réussi à neutraliser le personnel d'un village de vacance afin de faire exploser deux charges explosives, détruisant un bâtiment d'accueil et la villa du directeur. Pas de blessés, mais des dégâts « considérables ».                 |
| 29 décembre |              | Une résidence secondaire appartenant à un ressortissant italien a provoqué des "dégâts peu importants". |